# Texas hold'em

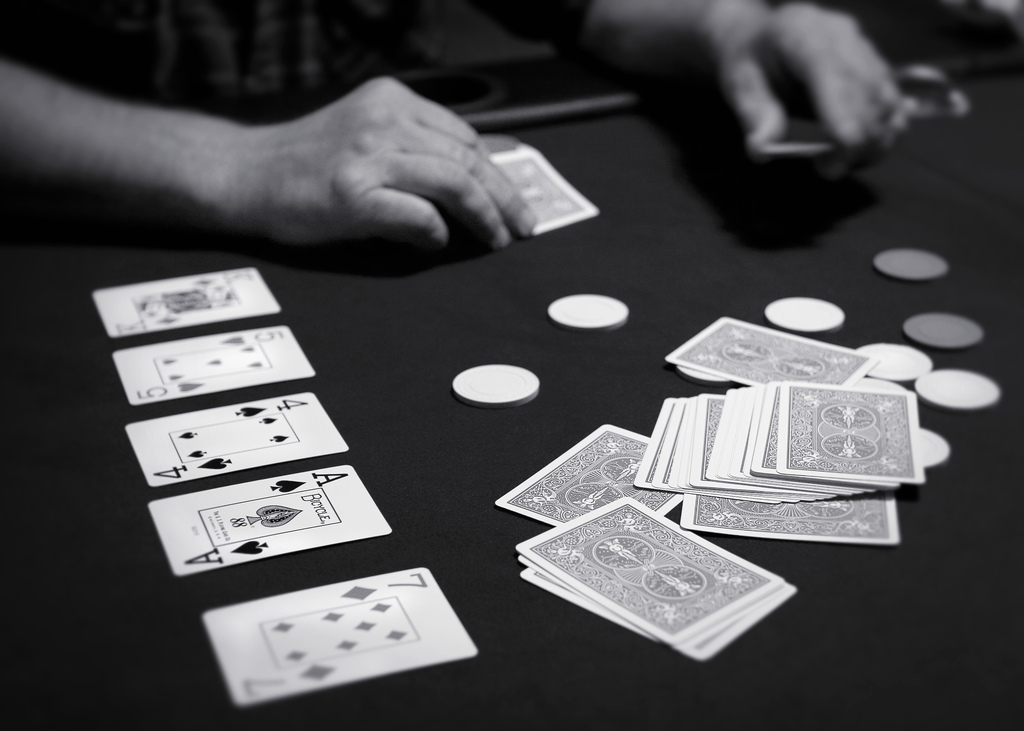
Bordet, de gemensamma korten i Texas hold'em

Texas hold 'em (även hold'em eller hold them) är ett av nutidens populäraste pokerspel. I den årligen återkommande World Series of Poker i Las Vegas är det Texas hold 'em no-limit som spelas i den mest prestigefyllda tävlingen WSOP Main Event, vilken betraktas som världsmästerskapen i poker.

## Mål
Precis som i alla andra varianter av poker är målet i Texas hold 'em att vinna pengarna eller markerna i potten som kommer från spelarna själva. Eftersom korten delas ut helt slumpmässigt försöker varje spelare att kontrollera pottens storlek baserat på vilken hand man har.
Spelet är uppdelat i en rad händer eller givar, och i slutet av varje giv vinner vanligtvis en spelare potten med undantag för potter där den delas mellan två eller flera spelare. Given kan sluta med visning (showdown) då de återstående spelarna jämför sina händer och den bästa handen vinner potten. Given kan även sluta med att alla spelare förutom en lägger sig (fold) och potten då går till den sista kvarvarande spelaren.
Vinnande spelare strävar inte efter att vinna varje individuell hand, utan snarare fatta matematiskt och psykologiskt korrekta beslut gällande när och hur mycket man ska satsa, höja, syna eller lägga sig. Det är genom beslut som maximerar den förväntade vinsten (expected value = EV) för varje satsningsrunda som vinnande pokerspelare maximerar sina långsiktiga vinster.
För mer avancerade spelare finns det även ett meta-spel, dvs ett spel i spelet. I det kan en spelare exempelvis locka en annan spelare till att göra ett stort misstag genom att själv göra flera små misstag.

## Historia

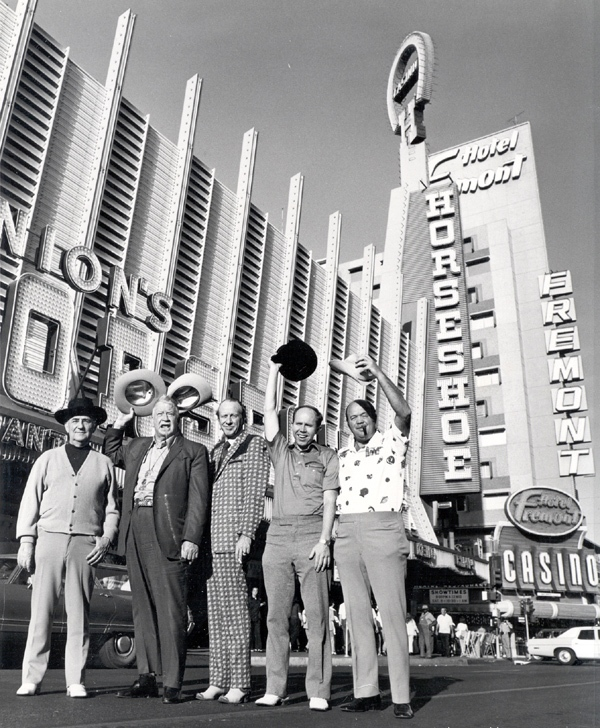
Johnny Moss, Chill Wills, Amarillo Slim, Jack Binion och Puggy Pearson utanför Binion's Horseshoe år 1974

Exakt när Texas hold'em uppfanns finns det inga källor om, men Texas lagstiftande församling har officiellt tillkännagett att spelets födelseplats är Robstown i Texas, och daterar dess uppkomst till början av 1900-talet.
Från att ha varit ett spel som uteslutande spelades i Texas spreds hold'em till Las Vegas år 1967 av en grupp kortspelare. Bland dessa återfanns bland andra Crandell Addington, Doyle Brunson och Amarillo Slim. Addington har sagt att han stötte på spelet för första gången år 1959. "På den tiden kallade de det inte för Texas hold'em, de kallade det bara hold'em.… Då tänkte jag att om det skulle spridas vidare skulle det bli det främsta spelet. I mörkpoker satsar du bara två gånger; i hold'em satsar du fyra. Det innebär att du kunde spela strategiskt. Detta var mer ett spel för tänkande personer."

Golden Nugget var länge det enda kasinot i Las Vegas som hade spelet i sitt utbud. Kasinot var beläget i de ruffigare kvarteren i Las Vegas och hade en illa åtgången interiör, vilket innebar att de rikare spelarna ofta höll till på andra platser. Detta ledde i sin tur till att professionella spelare också sökte sig till mer framstående platser. År 1969 bjöds ett flertal professionella spelare in till att spela hold'em i det numera rivna hotellet och kasinot Dunes som var beläget vid Las Vegas Strip. De flesta pokerspelare var vid tidpunkten ganska oerfarna hold'em-spelare, vilket gjorde spelet till en lukrativ affär för proffsen."
År 1969 arrangerade Tom Moore den allra första pokerturneringen, under en spelmässa ("Second Annual Gambling Fraternity Convention"). Under turneringen spelades ett flertal spel, däribland Texas hold'em. År 1970 övertog Benny och Jack Binion rättigheterna till mässan och döpte om den till World Series of Poker, samt flyttade den till sitt eget kasino, Binion's Horseshoe, i Las Vegas. Ett år efter starten föreslog en journalist vid namn Tom Thackrey att huvudeventet av turneringen skulle spelas i form av no-limit Texas hold'em. Arrangörerna gillade förslaget och sedan dess har huvudeventet alltid spelats i den formen. Huvudeventet skulle komma att växa stadigt under de nästkommande två decennierna. År 1972 deltog åtta spelare, år 1982 hundra, och år 1991 deltog över tvåhundra spelare.
I slutet av 1970-talet publicerade B & G Publishing Co., Inc. Doyle Brunsons revolutionerande bok om pokerstrategi Super/System. Boken förändrade pokern dramatiskt trots sitt höga pris på $100. Den var en av de första böckerna som behandlade Texas hold'em och anses idag vara en av de viktigaste böckerna om spelet. År 1983 publicerade Al Alvarez The Biggest Game in Town som beskrev 1981 års World Series of Poker. Den var den första i sitt slag med beskrivningar av de professionella pokerspelarnas liv och turneringarna de spelade. Den var en ny slags pokerlitteratur som bidrog till att sprida Texas hold'em till en bredare publik.
Under 1980-talet började intresset för hold'em växa även utanför Nevada. I Kalifornien fanns det lagliga klubbar som erbjöd mörkpoker, men hold'em var förbjudet enligt en lag som förbjud spelet "stud-horse". År 1988 legaliserades dock hold'em efter målet Tibbetts v. Van De Kamp, 271 Cal. Rptr. 792 (1990). I domslutet förklarades hold'em vara ett unikt spel som inte kunde likställas med stud-horse. Ganska snart efter domslutet dök ett antal pokerrum upp som erbjöd Texas hold'em.  (Domen tolkas ofta som att hold'em ansågs vara ett skicklighetsspel, men frågan om skicklighet och tur i poker har aldrig behandlats i en kalifornisk domstol.) Efter en resa till Las Vegas introducerade två bookmakers, Terry Rogers och Liam Flood, spelet till den europeiska spelmarknaden i början av 1980-talet. År 2006 lanserade Svenska Spel nätpoker.

## Spridning
Texas Hold'em är en av de mest populära pokerformerna. I början av 2000-talet exploderade intresset för spelet efter TV-program, internet och populärlitteratur, och hold'em tog spelet seven-card studs plats som det vanligaste spelet i amerikanska kasinon. No-limit-varianten av spelet är det vanligast förekommande och är det som spelas i stora turneringar som World Series of Poker (WSOP) och World Poker Tour (WPT).
Spelets enkla upplägg och popularitet har gett upphov till en rad strategiböcker som ger tips om hur vilken spelstil som är optimal. De flesta böcker rekommenderar en strategi som innebär att man spelar relativt få händer men satsar och höjer ofta med de händer man faktiskt spelar.
Att spelet blev så oerhört populärt under det första årtioendet av 2000-talet brukar förklaras med synergieffekten av fem faktorer: nätpokerns spridning, att spelet började synas i filmer och på TV, att den 88:e säsongen av NHL ställdes in, den växande TV-reklamen för nätpoker samt 2003 års vinnare av World Series of Poker, amatören Chris Moneymaker.

## Regler

### Satsningar

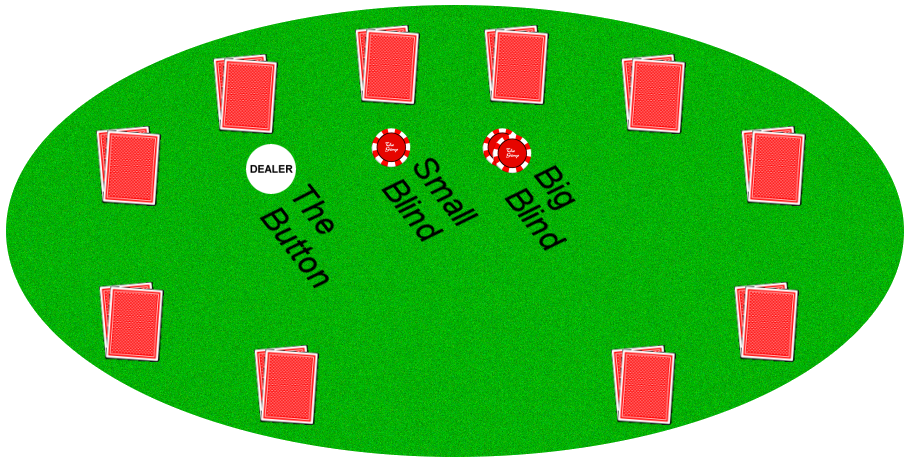
Bilden visar hur mörkarna (blinds) förhåller sig till knappen (button) och resterande spelare.

Hold 'em spelas vanligtvis med en liten och en stor mörk (small blind och big blind) som är obligatoriska satsningar av två spelare. Utöver dessa tillkommer ibland en ante som är en obligatorisk summa som varje spelare måste bidra med till potten i början av varje giv. Spel med ante är vanligast i pokerturneringar. En knapp (dealer button) används för att representera givaren (dealer); knappen roterar medurs efter varje hand så att spelarnas position byts. Den lilla mörken betalas av spelaren till vänster om knappen och är vanligtvis hälften så stor som den stora mörken. Den stora mörken, som betalas av spelaren till vänster om lilla mörken, är lika stor som den lägsta tillåtna satsningen vid bordet. I pokerturneringar ökar storleken på mörkarna och den eventuella anten successivt. Lilla mörken kan även vara lika stor som stora mörken, eller en annan del av stora mörken (en vanlig variant är att lilla mörken är $10 medan stora mörken är $15).
När endast två spelare återstår (heads up) förändras reglerna något. Personen med knappen betalar då lilla mörken, och motståndaren betalar stora mörken. Knappen är först att agera före floppen (se nedan). Efter floppen agerar knappen sist vid varje satsningsrunda.
De tre vanligaste varianterna av hold 'em är limit, no-limit och pot-limit. Limit hold 'em har traditionellt sett varit den vanligaste formen av hold 'em. I limit hold 'em måste satsningar och höjningar under de första två satsningsrundorna (pre-flop och på floppen) vara lika stora som den stora mörken. Denna summa kallas för en liten satsning (small bet). Under de nästföljande två satsningsrundorna (turn och river) måste satsningar och höjningar vara dubbelt så stora som stora mörken. Denna summa kallas för en stor satsning (big bet). No-limit hold 'em är den vanligaste formen av hold 'em i pokerprogram på tv och spelas i huvudturneringen under World Series of Poker. I no-limit hold 'em får spelarna satsa eller höja vilken summa som helst mellan minsta tillåtna satsning och alla sina pengar eller marker vid bordet (det senare kallas att gå all-in). Minsta tillåtna höjning är samma summa som den tidigare satsningen eller höjningen. Om stora mörken exempelvis är $2 och någon höjer med $6 till sammanlagt $8 så måste en återhöjning (re-raise) vara minst $6 ytterligare till sammanlagt $14. Om en höjning eller återhöjning är all-in och inte uppgår till storleken på den tidigare höjningen så kan den ursprungliga höjaren inte höja igen. Detta spelar givetvis endast roll om någon synade före återhöjningen. I pot-limit hold 'em är den största tillåtna satsningen storleken på potten (inklusive summan som behövs för att syna).
De flesta kasinon som erbjuder hold 'em tillåter även spelaren till vänster om stora mörken att betala en frivillig straddle, vanligtvis dubbelt så stor som stora mörken. Spelaren som "straddlar" får då agera stora mörken. Ibland tillåts även att flera personer straddlar, och då måste varje straddle vanligtvis vara dubbelt så stor som den förra.

### Spel

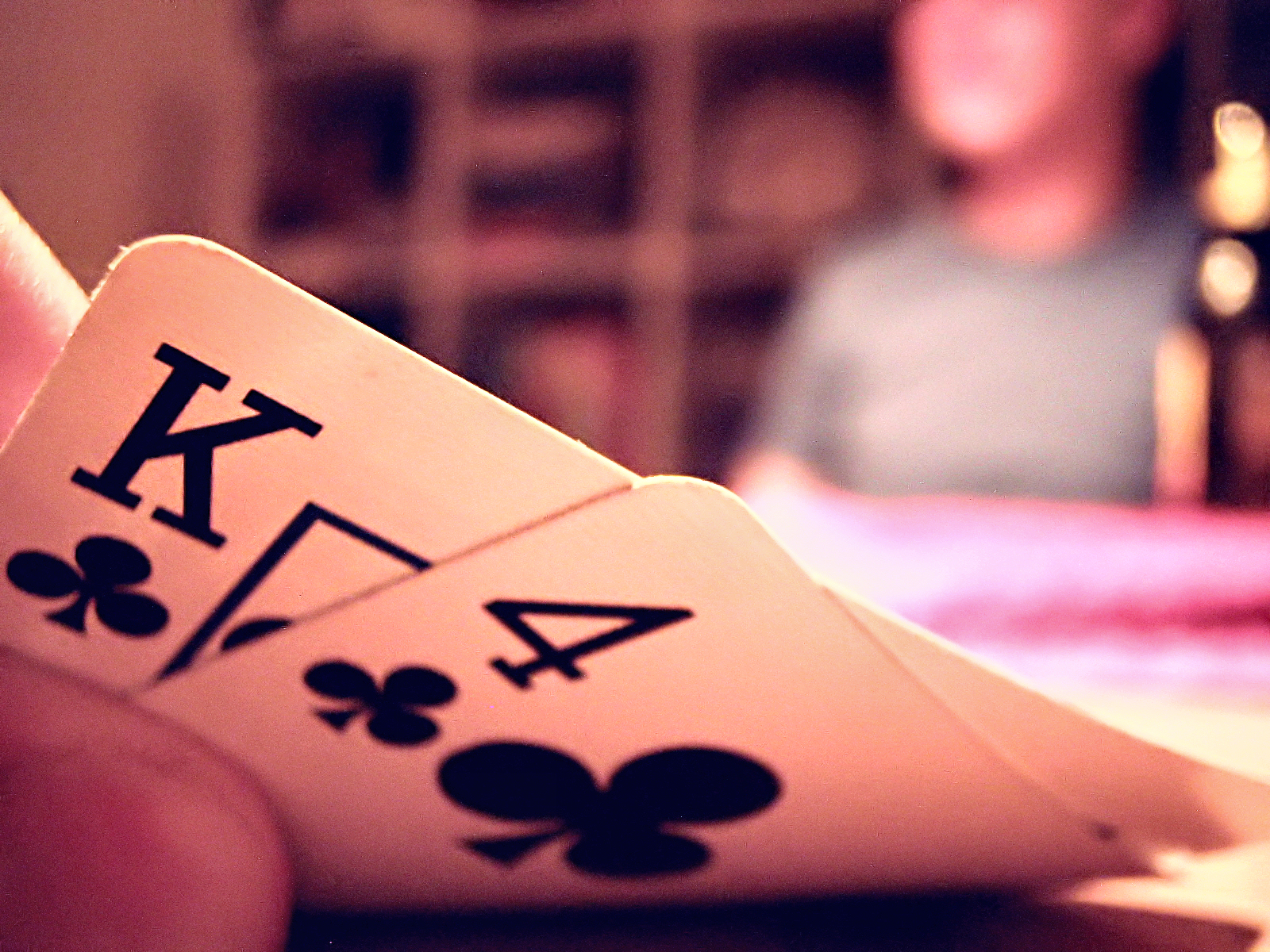
I hold 'em får varje spelare två privata kort. Dessa delas ut först i varje giv.

Varje giv inleds med att alla spelare får två kort var (så kallade hålkort eller pocketkort) som de inte ska visa för någon annan. Spelaren som betalar lilla mörken får första kortet och spelaren på knappen får det sista. Dessa två kort är de enda kort som varje spelare får individuellt och de visas endast vid visningen i slutet av given.
Spelet börjar med en första satsningsrunda "pre-flop"; spelaren till vänster om stora mörken (eller spelaren till vänster om knappen, om inga mörkar används) agerar först och vidare medurs. En satsningsrunda avslutas då alla spelare förutom en spelare har lagt sig, har satsat alla sina marker eller satsat lika mycket som alla andra spelare kvar i given. Om en eller flera spelare endast synar och inte höjer under den första satsningsrundan har stora mörken möjlighet att checka eller höja.
Om minst två spelare återstår efter den första satsningsrundan delar givaren ut tre gemensamma kort som alla kan se. Dessa tre kort kallas för floppen. Efter att korten delats ut följer en andra satsningsrunda. Denna och alla efterföljande satsningsrundor börjar med att spelaren till vänster om knappen agerar först och vidare medurs.
Efter att denna satsningsrunda avslutats delas ytterligare ett gemensamt kort ut. Detta kort kallas för turn eller fjärde gatan, och följs av en tredje satsningsrunda. Efter denna satsningsrunda delas ett sista gemensamt kort ut; river eller femte gatan, och en sista satsningsrunda följer. Om minst två spelare kvarstår efter den sista satsningsrundan visas hålkorten och den bästa handen vinner potten.
Givaren ska "bränna" ett kort före floppen, turn och river. Det betyder att givaren kastar bort ett kort så att spelarna inte kan se baksidan av nästa gemensamma kort. Detta görs av historiska skäl för att undvika att någon ska kunna se vilket kort som delas ut i förväg.

### Visning
Om en spelare satsar och alla andra lägger sig (fold) vinner spelaren potten och behöver inte visa sina hålkort. Om minst två spelare är kvar efter den sista satsningsrundan visas korten. Vid visning spelar varje spelare den bästa pokerhanden de kan bilda med hjälp av sina två hålkort och de fem gemensamma korten på bordet. Det är tillåtet att använda båda, ett eller inga av sina två hålkort för att bilda den bästa handen. Om de fem gemensamma korten utgör den bästa möjliga handen för en spelare säger man att denne "spelar bordet" och kan då endast hoppas på en delad pott om de resterande spelarna också spelar bordet.
Om flera spelare har samma bästa hand (exempelvis en kåk med ess och kungar) delas potten lika mellan dem. Om det återstår några marker efter delningen går dessa till spelaren närmast till vänster om knappen. Det är vanligt att flera spelare har händer som är värda nästan lika mycket, men det är viktigt att vara noggrann med att tilldela den bästa handen potten. Om en hand består av färre än fem kort (såsom tvåpar eller triss) så spelar kickern roll (se exempel nedan). Observera att det endast är kortens numeriska värde som spelar roll; ingen färg är värd mer än någon annan i hold 'em. Den sista spelaren som satsar börjar med att visa sin hand.

### Felgiv
Om det första eller andra kortet som delas ut hamnar på fel sida och visas anses detta vara en felgiv (misdeal). Givaren tar då tillbaka korten, blandar om kortleken och delar ut på nytt. Om något annat hålkort än de två första visas av misstag fortsätter dock utdelningen som vanligt. Efter att alla spelare har fått sina hålkort ersätter då givaren det visade kortet med nästa kort från kortleken, och det visade kortet används som första brända kort. Om fler än ett hålkort visas anses det vara en felgiv och givaren börjar om given.

## Exempel
Ett exempel på en visning:
| Gemensamma kort | Gemensamma kort | Gemensamma kort | Gemensamma kort |
| --------------- | --------------- | --------------- | --------------- |
| Kalle           | Klara           | Lars            | Linda           |

Varje spelare bildar den bästa pokerhanden med fem kort de kan med hjälp av de sju kort som finns tillgängliga för dem. De har
| Kalle | 4 of club · 4 of heart · 4 of diamond · A of club · K of spade     | Tre fyror med ess och kung som kickers |
| Klara | A of spade · K of spade · 9 of spade · 8 of spade · 7 of spade     | Ess-hög färg                           |
| Lars  | K of spade · K of heart · K of diamond · 4 of club · 4 of heart    | Kåk, kungar med fyror                  |
| Linda | 8 of spade · 7 of spade · 6 of diamond · 5 of diamond · 4 of heart | 8-hög stege                            |

I detta exempel är Lars kåk den bästa handen, Klaras den näst bästa, Lindas den tredje bästa och Kalles den sämsta.

## Relaterade spel
Det finns flera andra pokervarianter som liknar Texas Hold'em. Hold'em avser en klass av pokerspel som kallas allmänna kortspel där vissa kort är tillgängliga för alla spelare. Det finns flera andra spel som använder fem vanliga kort utöver några personliga kort och därmed liknar Texas Hold'em. Royal Hold'em har samma struktur som Texas Hold'em, men kortleken innehåller bara ess, kungar, damer, knektar och tior. Pineapple Hold'em och Omaha hold'em skiljer sig åt när det gäller antalet kort som en spelare får före floppen (tillsammans med regler för hur de kan användas för att bilda en hand), men delas ut på samma sätt efteråt. I Double Texas Hold'em får varje spelare 3 täckta kort och sätter upp ett gemensamt mittkort som spelas med vart och ett av de andra korten, men de yttre korten spelas inte med varandra (varje spelare har två händer med 2 kort). Alternativt, i hold'em med två bräden, får alla spelare samma antal personliga kort, men det finns två uppsättningar gemensamma kort. Antingen utses en vinnare för varje enskilt bräde och alla får halva potten, eller så får den bästa kombinationen hela potten, beroende på vilka regler som spelarna har kommit överens om.
En annan variant är känd som Greek Hold'em, som kräver att varje spelare använder båda täckta korten och endast 3 från brädet istället för de bästa fem av sju kort.
Manila är en variant av Hold'em som en gång i tiden var populär i Australien. I Manila får spelarna två stängda kort från en reducerad kortlek (som inte innehåller några kort under 7). Till skillnad från Texas Hold'em delas ett kort i taget ut på en femkortsskärm; varje kort följs av en satsningsrunda. Manila har några av sina egna variationer som liknar de som anges ovan.